# Semidalis mascarenica
Semidalis mascarenica är en insektsart som beskrevs av Fraser 1952. Semidalis mascarenica ingår i släktet Semidalis och familjen vaxsländor. Inga underarter finns listade i Catalogue of Life.